# P (band)
P er et amerikansk kortlivet alternativ rockband, som blev dannet i de tidligere 1993, af Butthole Surfers forsanger Gibby Haynes (vokal), skuespilleren Johnny Depp (guitar/bas), skuespilleren Sal Jenco (guitar/bas) og sangskriveren Bill Carter (guitar/bas).
Bandet optrådte første gang ved Austin Music Awards i 1993 og udgav deres eponyme album den 21. november 1995 fra Capitol Records. Det blev genudsat den 8. maj 1997, nu fra Caroline Records. De har også været sat til at spille på The Viper Room, af hvilken Depp engang var medejer af. 
Yderligere musikere ved optrædener har inkluderet Ruth Ellsworth Carter – keyboards, Flea (Michael Balzary) (Red Hot Chili Peppers) – bas, Steve Jones (Sex Pistols) – guitar, Chuck E. Weiss – vaskebræt og Andrew Weiss – Mellotron/bas.

## Liste over sange
Alle sangene er skrevet af medmindre andet er angivet.
1. "I Save Cigarette Butts" (Daniel Johnston) – 3:43
2. "Zing Splash" – 3:16
3. "Michael Stipe" – 4:25
4. "Oklahoma" – 3:38
5. "Dancing Queen" (ABBA) – 3:47
6. "Jon Glenn [Mega Mix]" – 9:00
7. "Mr. Officer" – 3:43
8. "White Man Sings The Blues" – 6:40
9. "Die Anne" – 4:43
10. "Scrapings From Ring" – 7:51
11. "The Deal" – 6:05